# 17058 Rocknroll
17058 Rocknroll este o planetă minoră (asteroid), cu un diametru de 5,456 km, din centura de asteroizi. A fost descoperită pe 13 aprilie 1999 la Observatorul Reedy Creek de John Broughton⁠(d) și a fost numită după muzică rock and roll. 
Obiectul prezintă o orbită caracterizată de o semiaxă mare de 2,5747074 UAi, o excentricitate de 0,07, o înclinație de 14,95224 ° în raport cu ecliptica.